# Йоідзукі
«Йоідзукі» (Yoizuki, яп. 宵月) — ескадрений міноносець Імперського флоту Японії типу «Акідзукі» (підтип «Фуюцукі»), який брав участь у Другій світовій війні.

## Історія створення
Корабель був закладений 25 серпня 1943 року на верфі «Uraga Dock». Спущений на воду 25 вересня 1944 року, став до ладу 31 січня 1945 року.

## Історія служби

### У складі ВМС Японії
За весь час після завершення «Йоідзукі» не полишав вод Японського архіпелагу, при цьому з 25 травня 1945-го він належав до 41-ї дивізії ескадрених міноносців.
5 червня 1945-го корабель у районі Куре підірвався на міні та зазнав незначних пошкоджень, після чого проходив ремонт біля причалу.
«Йоідзукі» дочекався капітуляції Японії, а в жовтні 1945-го був виключений зі списків ВМФ та призначений для участі в репатріації японців (по завершенні війни з окупованих територій на Японські острови вивезли кілька мільйонів військовослужбовців та цивільних осіб японської національності).

### У складі ВМС Китаю
29 серпня 1945-го корабель передали Китаю, де він отримав найменування «Fen Yang» (汾陽). В 1949-му після перемоги комуністів у громадянській війні «Fen Yang» перебазувався на Тайвань, а у 1963-му був виключений зі списків флоту.